# Aghori Mhori Mei
| Recensione       | Giudizio |
| ---------------- | -------- |
| AllMusic         |          |
| Beats Per Minute | 82%      |
| Clash            | 8/10     |
| The Irish Times  |          |
| Kerrang!         |          |
| Rolling Stone    |          |
| Sputnikmusic     |          |

Aghori Mhori Mei è il tredicesimo album in studio del gruppo rock americano Smashing Pumpkins. L'album è stato pubblicato digitalmente il 2 agosto 2024, tramite Martha's Music e Thirty Tigers.

## Registrazione e sviluppo
L'album è stato scritto e registrato in un periodo di due anni ed è pubblicizzato come un "disco di chitarra rock and roll". L'album non ha avuto singoli prima della pubblicazione.
Nel dicembre 2022, il batterista Jimmy Chamberlin ha pubblicato tramite il suo account Instagram ufficiale che la band era "tornata in studio". Nel maggio 2023, Billy Corgan annunciò che la band aveva già iniziato a lavorare su un album successivo al triplo album Atum: A Rock Opera in Three Acts (2022-2023). La band inizialmente registrò 20 canzoni per l'album con Corgan che voleva pubblicare un disco con "da qualche parte tra le 10 e le 12 canzoni". Corgan ha descritto l'album come un "disco di chitarra rock and roll" e ha affermato che "suona molto come la versione 'Siamese Dream' / 'Mellon Collie' della band.
Nel giugno 2024, Corgan ha fornito un aggiornamento sulla band che lavorava all'album da "quasi due anni ormai". Ha descritto la pressione di registrare nuovo materiale entro le scadenze, affermando che "Non è salutare, ma mi sono abituato nel corso degli anni". Ha ribadito che "È soprattutto un disco rock, con chitarra, vecchia scuola" e che "i fan della vecchia scuola saranno felici, per una volta".

## Promozione e pubblicazione
L'album è stato pubblicato il 2 agosto 2024 tramite Martha's Music e sarà inizialmente distribuito digitalmente tramite servizi di streaming e store digitali. Le copie fisiche dell'album saranno pubblicate in futuro in edizione esclusiva in vinile attraverso la sala da tè di Chicago del frontman Billy Corgan, Madame ZuZu's. Corgan annunciò che nessun singolo sarebbe stato pubblicato prima dell'uscita dell'album, spiegando che la band "doveva inginocchiarsi molte volte su quale fosse la prima canzone e quale fosse la prima affermazione e lasciare che altre persone ci giudicassero in un momento nel tempo. Abbiamo ritenuto che il modo giusto per ascoltare questo disco fosse un corpo di lavoro intatto".

## Formazione
The Smashing Pumpkins
- Billy Corgan – voce, chitarra, basso, tastiere
- James Iha – chitarra
- Jimmy Chamberlin – batteria

Altri musicisti
- Katie Cole – seconda voce
- Howard Willing – mixing
- Andrew Scheps – mixing (tracce 1-9)
- Ryan Hewitt – mixing (traccia 10)

## Tracce
1. Edin – 6:46
2. Pentagrams – 6:25
3. Sighommi – 2:54
4. Pentecost – 3:18
5. War Dreams of Itself – 3:28
6. Who Goes There – 3:28
7. 999 – 5:43
8. Goeth the Fall – 3:25
9. Sicarus – 4:15
10. Murnau – 4:59